# The Young Ones (nummer)
"The Young Ones" is een nummer van de Britse zanger Cliff Richard. Het nummer verscheen op de soundtrack van zijn film The Young Ones uit 1961. Op 11 januari 1962 werd het nummer uitgebracht als de tweede single van het album.

## Achtergrond
"The Young Ones" is geschreven door Sid Tepper en Roy C. Bennett en geproduceerd door Norrie Paramor. Op het nummer wordt hij bijgestaan door zijn vaste achtergrondband The Shadows, bestaande uit leadgitarist Hank B. Marvin, slaggitarist Bruce Welch, basgitarist Jet Harris en drummer Tony Meehan.
"The Young Ones" werd, voordat het officieel als single uitkwam, al een half miljoen keer besteld, waardoor het in de UK Singles Chart direct op de eerste plaats binnenkwam. Het was de vijfde nummer 1-hit van Richard in zijn thuisland, en het was tevens de eerste keer dat een single op nummer 1 binnenkwam sinds "It's Now or Never" van Elvis Presley. Ook in Australië, Denemarken, Ierland, Israël, Nieuw-Zeeland, Spanje en Zuid-Afrika werd het een nummer 1-hit. In Nederland bestond de Top 40 nog niet, maar bereikte het wel de eerste plaats in de Hits of the World-lijst, die uitkwam als voorganger van de Tijd voor Teenagers Top 10. In Vlaanderen werd de vierde plaats in de voorloper van de Ultratop 50 gehaald.
"The Young Ones" werd in de jaren '80 gebruikt als de intromuziek en de naamgever van de Britse sitcom The Young Ones; Richard nam met de cast van deze show in 1986 een nieuwe versie van "Living Doll" op. Het nummer is in 2003 gecoverd door de Zweedse danceband Barbados voor hun album Rewind.

## Hitnoteringen

### Hits of the World
| Hitnotering: 17-03-1962 t/m 18-08-1962 | Hitnotering: 17-03-1962 t/m 18-08-1962 | Hitnotering: 17-03-1962 t/m 18-08-1962 | Hitnotering: 17-03-1962 t/m 18-08-1962 | Hitnotering: 17-03-1962 t/m 18-08-1962 | Hitnotering: 17-03-1962 t/m 18-08-1962 | Hitnotering: 17-03-1962 t/m 18-08-1962 | Hitnotering: 17-03-1962 t/m 18-08-1962 | Hitnotering: 17-03-1962 t/m 18-08-1962 | Hitnotering: 17-03-1962 t/m 18-08-1962 | Hitnotering: 17-03-1962 t/m 18-08-1962 | Hitnotering: 17-03-1962 t/m 18-08-1962 | Hitnotering: 17-03-1962 t/m 18-08-1962 |
| Week                                   | 1                                      | 2                                      | 3                                      | 4                                      | 5                                      | 6                                      | 7                                      | 8                                      | 9                                      | 10                                     | 11                                     | 12                                     |
| -------------------------------------- | -------------------------------------- | -------------------------------------- | -------------------------------------- | -------------------------------------- | -------------------------------------- | -------------------------------------- | -------------------------------------- | -------------------------------------- | -------------------------------------- | -------------------------------------- | -------------------------------------- | -------------------------------------- |
| Nummer                                 | 6                                      | 4                                      | 3                                      | 2                                      | 2                                      | 1                                      | 1                                      | 1                                      | 1                                      | 1                                      | 1                                      | 2                                      |
| Week                                   | 13                                     | 14                                     | 15                                     | 16                                     | 17                                     | 18                                     | 19                                     | 20                                     | 21                                     | 22                                     | 23                                     |                                        |
| Nummer                                 | 4                                      | 3                                      | 3                                      | 4                                      | 4                                      | 4                                      | 4                                      | 6                                      | 6                                      | 9                                      | 10                                     | uit                                    |

### NPO Radio 2 Top 2000
| Nummer met noteringen in de NPO Radio 2 Top 2000 | '99 | '00 | '01 | '02 | '03  | '04 | '05  | '06  | '07  | '08  | '09  | '10  | '11  |
| ------------------------------------------------ | --- | --- | --- | --- | ---- | --- | ---- | ---- | ---- | ---- | ---- | ---- | ---- |
| The Young Ones                                   | 325 | 624 | 633 | 942 | 1024 | 943 | 1138 | 1254 | 1011 | 1042 | 1349 | 1488 | 1801 |

1. ↑  Een vetgedrukt getal geeft de hoogste notering aan.
2. ↑  Deze tabel is bijgewerkt tot en met de laatste editie (2024).

### Evergreen Top 1000
| Evergreen Top 1000 | Evergreen Top 1000 | Evergreen Top 1000 | Evergreen Top 1000 | Evergreen Top 1000 | Evergreen Top 1000 | Evergreen Top 1000 | Evergreen Top 1000 | Evergreen Top 1000 | Evergreen Top 1000 | Evergreen Top 1000 | Evergreen Top 1000 | Evergreen Top 1000 | Evergreen Top 1000 | Evergreen Top 1000 | Evergreen Top 1000 |
| Jaar               | 2008               | 2009               | 2010               | 2011               | 2012               | 2013               | 2014               | 2015               | 2016               | 2017               | 2018               | 2019               | 2020               | 2021               | 2022               |
| ------------------ | ------------------ | ------------------ | ------------------ | ------------------ | ------------------ | ------------------ | ------------------ | ------------------ | ------------------ | ------------------ | ------------------ | ------------------ | ------------------ | ------------------ | ------------------ |
| Positie            | 8                  | 38                 | 79                 | 79                 | 101                | 28                 | 77                 | 64                 | 64                 | 202                | 302                | 279                | 283                | 485                | 610                |